# Bahnhof Peißenberg

Der Bahnhof Peißenberg ist ein Bahnhof in der oberbayerischen Marktgemeinde Peißenberg. Er ist Endpunkt der Bahnstrecken Weilheim–Peißenberg und Schongau–Peißenberg.
Der Bahnhof wurde 1875 als Werksbahnhof Sulz für das Bergwerk Peißenberg errichtet und bildete den Endpunkt der vom Bahnhof Unterpeißenberg kommenden Werksbahn. 1879 nahmen die Königlich Bayerischen Staatseisenbahnen den Personenverkehr zum Bahnhof Sulz auf und benannten ihn 1880 in Peißenberg um. Mit der Eröffnung einer Lokalbahn von Schongau nach Peißenberg wurde der Peißenberger Bahnhof 1917 zum Durchgangsbahnhof. Nach dem Ende des Bergwerksbetriebs 1971 baute die Deutsche Bundesbahn die umfangreichen Gleisanlagen des Bahnhofs zurück. Der Bahnhof wird heute nur noch im Personenverkehr bedient und verfügt über zwei Bahnsteiggleise.

## Lage
Der Bahnhof Peißenberg befindet sich mittig zwischen dem nordöstlich gelegenen Nordteil (Dorf) und dem Südteil (Wörth) der Gemeinde Peißenberg, unterhalb des Osthanges des Hohen Peißenbergs. Das Empfangsgebäude steht östlich der Gleisanlagen an der Bergwerkstraße. Direkt westlich des Bahnhofs befindet sich am Hang des Hohen Peißenbergs das Gelände des Bergwerks Peißenberg mit dem ehemaligen Tiefstollen. Auf dem ehemaligen Bergwerksgelände befinden sich ein Bergbaumuseum und ein Industriegebiet. Nördlich des Bahnhofs befindet sich der Ortsteil Sulz (bis 1935 Bad Sulz). Im nördlichen Bahnhofskopf werden die Gleisanlagen über einen höhengleichen Bahnübergang von der Sulzer Straße gequert, die Sulz mit dem Nordteil von Peißenberg verbindet. Direkt nördlich des Bahnübergangs unterquert der Sulzerbach die Gleise und mündet in den Wörtersbach, der westlich des Bahnhofs parallel zur Strecke verläuft.
In Peißenberg treffen zwei eingleisige, nicht elektrifizierte Nebenbahnen aufeinander, die heute zusammen als Pfaffenwinkelbahn bezeichnet werden. Die als Pachtbahn errichtete Strecke aus Weilheim (Oberbay) (VzG-Nummer 5450) war von 1925 bis 1983 elektrifiziert und endet am Bahnhof Peißenberg bei Streckenkilometer 8,939. Die als Lokalbahn erbaute Strecke aus Schongau (VzG-Nummer 5444) endet in Peißenberg bei Kilometer 15,495.

## Geschichte

### Errichtung und erste Betriebsjahre
Ende der 1860er Jahre beantragte die Grubenverwaltung des Bergwerks Peißenberg die Verlängerung der Bahnstrecke Weilheim–Unterpeißenberg bis zum Bergwerk, die am 28. Januar 1868 genehmigt wurde. Dadurch sollte der aufwändige Kohletransport mit Fuhrwerken zum zwei Kilometer von den Bergwerkstollen entfernten Bahnhof Unterpeißenberg vereinfacht werden. Im Sommer 1873 begannen die Bauarbeiten und am 1. August 1875 wurde die Sekundärbahn von Unterpeißenberg nach Sulz in Betrieb genommen. Der Endbahnhof Sulz diente dabei als Werksbahnhof ausschließlich dem Kohleverkehr des Bergwerks Peißenberg. Ab dem 16. September 1875 führten die Königlich Bayerischen Staatseisenbahnen zudem öffentlichen Güterverkehr zum Bahnhof Sulz durch.
Ende 1875 stellte die Gemeinde Unterpeißenberg einen Antrag zur Öffnung des Werksbahnhofs Sulz für den Personenverkehr. Das Oberbahnamt München lehnte den Antrag jedoch im Januar 1876 zunächst ab. Am 14. Februar 1878 beschloss der Bayerische Landtag schließlich den Ausbau des Bahnhofs Sulz zu einer vollständigen Post- und Bahnexpedition. Von 1878 bis 1880 verlegten die Königlich Bayerischen Staatseisenbahnen die Güterverkehrsanlagen und die Versorgungseinrichtungen für Dampflokomotiven von Unterpeißenberg nach Sulz: Güterschuppen, Lokschuppen und Wasserhaus des Bahnhofs Unterpeißenberg wurden abgebaut und im Bahnhof Sulz wieder aufgebaut, die Gleisanlagen in Sulz wurden erheblich erweitert.

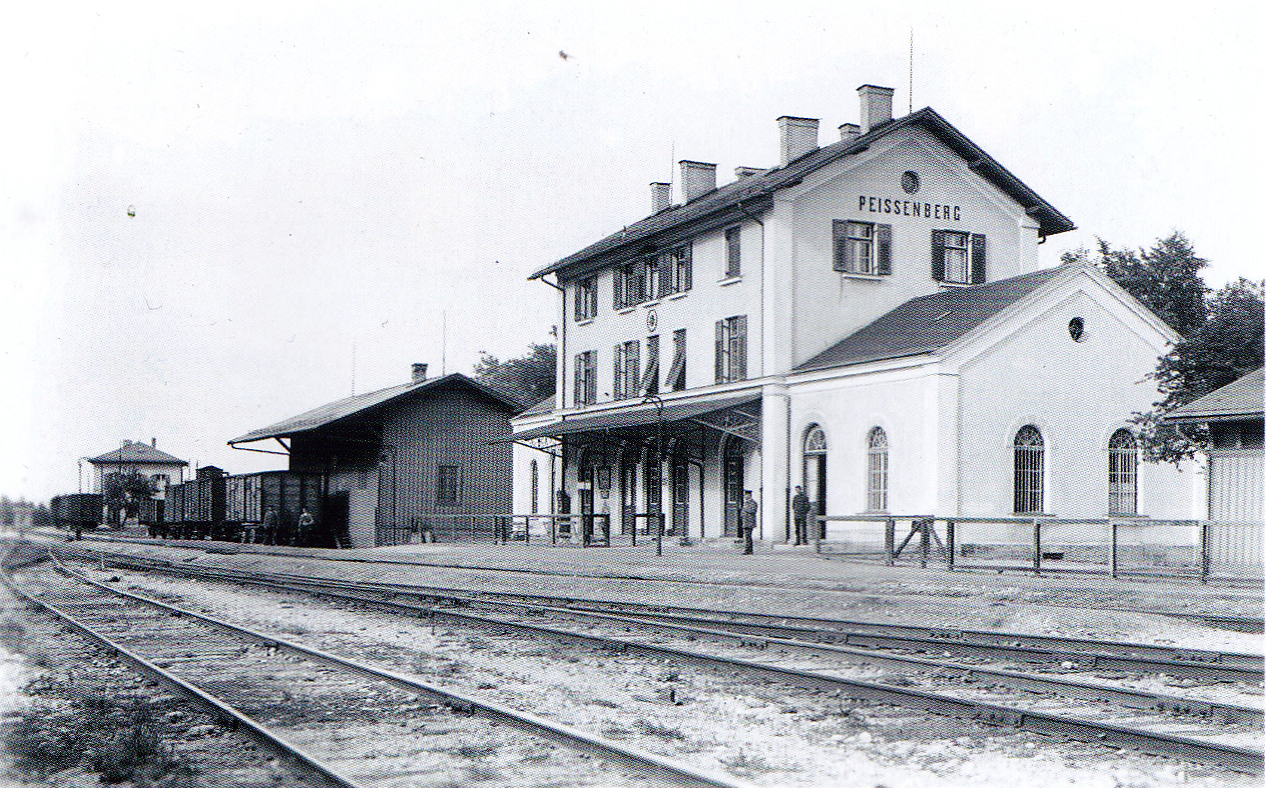
Empfangsgebäude und Güterschuppen 1910

Am 15. Mai 1879 nahmen die Bayerischen Staatsbahnen den Personenverkehr am Bahnhof Sulz auf, der damit zur Endstation der aus Weilheim kommenden Reisezüge wurde. Zum 15. September 1880 wurde der Bahnhof Sulz von einer Haltestelle in eine Post- und Bahnexpedition 1. Klasse umgewandelt und erhielt den neuen Namen Peißenberg, gleichzeitig wurde der alte Bahnhof Unterpeißenberg aufgelassen. Östlich der Gleise wurde ein dreigeschossiges Empfangsgebäude errichtet, das 1882 vollendet wurde. Die Eröffnung des Bahnhofs für den Personenverkehr trug zu einem Aufschwung des direkt nördlich der Gleise gelegenen Bad Sulz bei.
In den ersten Betriebsjahren wurde der Bahnhof Peißenberg durch hochstehende Persönlichkeiten auf dem Weg von München zum Schloss Hohenschwangau, wie dem bayerischen König Ludwig II., zum Umstieg von der Bahn auf die Kutsche genutzt. Dafür war im Empfangsgebäude ein eigener Königssalon vorhanden.

### Erweiterungen und Elektrifizierung

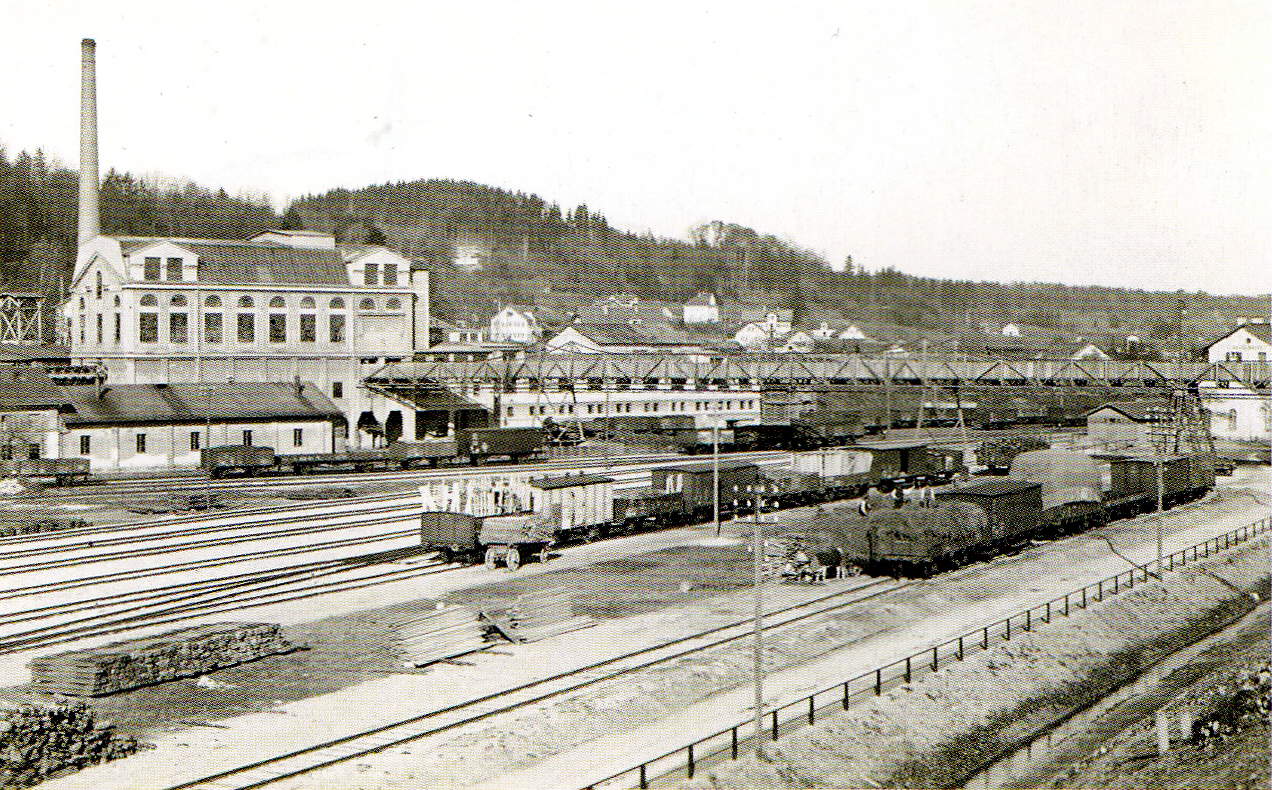
Alte Kohlenwäsche 1916

1898 nahm das Bergwerk Peißenberg eine 3,6 Kilometer lange Drahtseilbahn in Betrieb, die den Unterbaustollen in Hohenpeißenberg mit dem Tiefstollen am Bahnhof Peißenberg verband und den Kohletransport zum Bahnhof erheblich vereinfachte. Im Oktober 1907 wurde nördlich des Bahnhofs ein Gebäude zur Kohlenwäsche und -sortierung fertiggestellt. Über Ladegleise wurde eine direkte Kohleverladung auf die Güterwagen innerhalb der Anlage der Kohlewäsche ermöglicht.
Im Sommer 1908 begannen die Bauarbeiten für eine Lokalbahn von Schongau nach Peißenberg, die an den Südkopf des Bahnhofs Peißenberg angebunden wurde. Der bisherige Endbahnhof wurde dafür erweitert und zum Durchgangsbahnhof umgebaut. Um die benötigten Flächen für die zusätzlichen Gleisanlagen freizulegen, waren größere Erdbewegungen im Bahnhofsbereich notwendig. Zum 14. Oktober 1915 nahm das Bergwerk Peißenberg einen neuen Gleisanschluss in Betrieb, der den 1,5 Kilometer südwestlich gelegenen, neu abgeteuften Hauptschacht mit dem Südkopf des Bahnhofs Peißenberg verband. Am 11. Januar 1917 nahmen die Königlich Bayerischen Staatseisenbahnen schließlich den planmäßigen Verkehr auf der Lokalbahn nach Schongau auf.
Von 1924 bis 1925 elektrifizierte die Deutsche Reichsbahn die Bahnstrecke von Weilheim nach Peißenberg. Im Bahnhof Peißenberg wurden dabei die Hauptgleise und Teile der Rangiergleise mit einer Oberleitung ausgerüstet, der Gleisanschluss zum Hauptschacht blieb hingegen nicht elektrifiziert. Am 1. Mai 1925 konnte die Deutsche Reichsbahn den elektrischen Betrieb am Bahnhof Peißenberg aufnehmen.
1928 ersetzte das Bergwerk Peißenberg die bisherige Kohlenwäsche am Bahnhof durch eine neue Anlage, die sich auf dem Bergwerksgelände am Hauptschacht befand. Das nicht mehr benötigte Gebäude der alten Kohlenwäsche wurde 1936 abgebrochen. Ende der 1930er Jahre modernisierte die Deutsche Reichsbahn den Bahnhof Peißenberg und nahm drei mechanische Stellwerke zur Steuerung der Weichen und Signale in Betrieb.

### Ende des Kohleverkehrs und Rückbauten
1969 waren am Bahnhof Peißenberg 13 Beamte, ein Angestellter und sechs Arbeiter beschäftigt. Am 31. März 1971 stellte das Bergwerk Peißenberg die Kohleförderung vollständig ein, wodurch der größte Teil des Güterverkehrsaufkommens am Bahnhof Peißenberg wegfiel. Der Gleisanschluss zum ehemaligen Hauptschacht wurde zur Anbindung des auf dem Bergwerksgelände befindlichen Kraftwerks weitergenutzt. 1971 zog die DB den Bahnhofsvorstand in Peißenberg ab und stufte den Bahnhof zu einer Nebenstelle des Bahnhofs Weilheim zurück. Von 1975 bis 1976 baute die Deutsche Bundesbahn das Empfangsgebäude um und trug dabei das zweite Obergeschoss und die Seitenflügel ab. Ende der 1970er Jahre nahm die DB die beiden Wärterstellwerke des Bahnhofs außer Betrieb und verlegte die Stelleinrichtungen in das Befehlsstellwerk am Empfangsgebäude. 1982 waren noch fünf Personen im Bahnhof Peißenberg beschäftigt, davon zwei Schrankenwärter.
1982 wurde der elektrische Betrieb von Weilheim nach Peißenberg eingestellt und die Oberleitungsanlagen im Bahnhof Peißenberg 1983 vollständig demontiert. In den 1980er Jahren stellte die Deutsche Bundesbahn die Güterverladung am Bahnhof schließlich vollständig ein  und baute die nicht mehr benötigten Gütergleise teilweise ab. 2000 endete die Bedienung des Gleisanschlusses zum Kraftwerk, das Anschlussgleis wurde in der Folge demontiert.
Im Frühjahr 2000 stattete die Deutsche Bahn den Bahnhof erstmals mit zwei Fahrkartenautomaten aus. Im April 2000 beschloss der Gemeinderat von Peißenberg eine Sanierung des Bahnhofsvorplatzes. Daraufhin baute die Gemeinde den Vorplatz im Sommer 2001 um und richtete dort 50 Parkplätze für Bahnreisende ein. 2014 wurde der ehemalige Güterschuppen südlich des Empfangsgebäudes abgebrochen. Im selben Jahr wurden die Reste der ehemaligen Kohlegleise im Westen des Bahnhofs und die letzte Weiche zu Gleis 3 zurückgebaut.
Am 17. Mai 2016 weihte Bundesverkehrsminister Alexander Dobrindt am Bahnhof Peißenberg ein neues Video-Reisezentrum ein, das sich in einem separaten Bau nördlich des Empfangsgebäudes befindet.
Im Zuge der Umstellung auf ein elektronisches Stellwerk (ESTW) war der Bahnhof Peißenberg vom 29. Juli bis zum 9. September 2019 für den Zugverkehr gesperrt. Gleichzeitig baute die Deutsche Bahn die Bahnsteige und Gleisanlagen um und stattete den Bahnübergang der Sulzer Straße mit neuer Schrankentechnik aus.

## Aufbau

### Empfangsgebäude

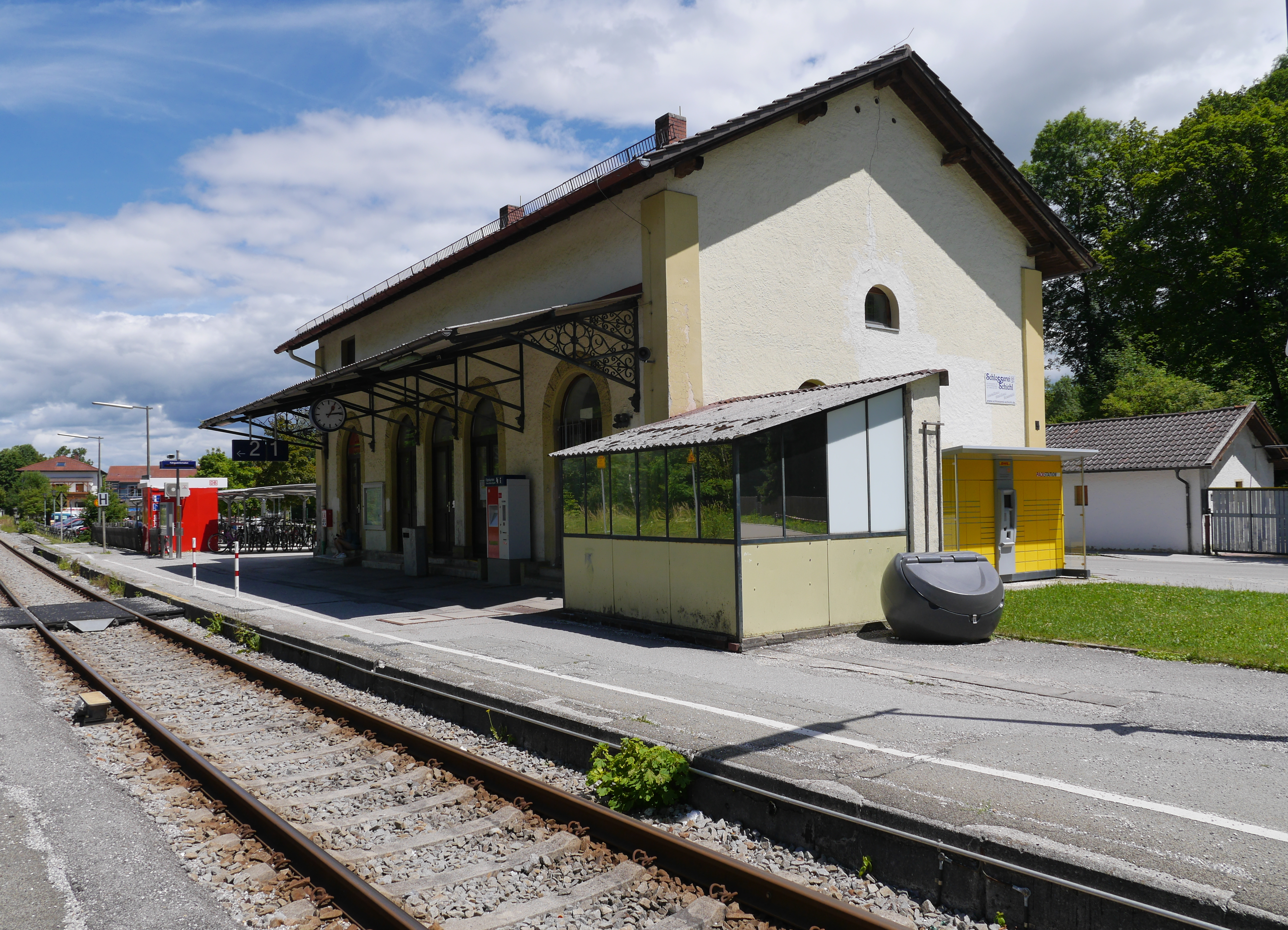
Empfangsgebäude mit Stellwerksvorbau von der Gleisseite (2017)

Das 1882 fertiggestellte Empfangsgebäude war ursprünglich ein dreigeschossiger Bau mit traufständigem Satteldach. Auf der Gleisseite ist es mit einem als Pultdach ausgeführten Bahnsteigvordach mit schmiedeeisernen Stützen versehen. Die Fenster und Türen zur Straßen- und Gleisseite sind im Erdgeschoss als Rundbogenkonstruktionen ausgeführt. Die Fassade war durch ein umlaufendes Gesims zwischen Erdgeschoss und erstem Obergeschoss und durch Ecklisenen gegliedert. Im Erdgeschoss des Gebäudes befanden sich Wartesäle und Diensträume, in den beiden Obergeschossen waren die Wohnungen für den Stationsvorsteher und die Stationsdiener untergebracht. Südlich schloss an das Hauptgebäude ein eingeschossiger Anbau mit Satteldach an, in dem sich zunächst der Königssalon befand. 1905 erhielt das Gebäude einen zweiten eingeschossigen Anbau mit Satteldach auf der Nordseite, in dem der Warteraum untergebracht wurde. Ende der 1930er Jahre baute die Deutsche Reichsbahn auf der Gleisseite des südlichen Anbaus einen einfachen Stellwerksvorbau an.
1963 wurde der südliche Anbau zur Straßenseite teilweise abgebrochen; der verbliebene Rest mit dem Büro des Fahrdienstleiters wurde mit Brettern verkleidet. Von 1975 bis 1976 baute die Deutsche Bundesbahn das Empfangsgebäude grundlegend um. Das zweite Obergeschoss wurde abgetragen und auf das erste Obergeschoss ein neues Satteldach aufgesetzt. Ebenso wurden die beiden eingeschossigen Anbauten auf der Nord- und Südseite abgebrochen und die Fassaden des verbliebenen Hauptgebäudes vereinfacht. Das Bahnsteigvordach und der Stellwerksvorbau blieben hingegen unverändert erhalten. Zum 17. März 2011 verkaufte die Deutsche Bahn das Gebäude an den Modelleisenbahnverein MBC Pfaffenwinkel e. V., nutzte aber weiterhin die Diensträume im Erdgeschoss. Der Fahrkartenschalter im Empfangsgebäude wurde am 2. April 2011 geschlossen. 2014 wurden die Treppenstufen zum Haupteingang auf der Straßenseite des Gebäudes entfernt, da ihre Fläche für einen neuen Gehweg benötigt wurde. 2022 erhielt das Gebäude einen neuen Anstrich nach historischem Vorbild.

### Gleisanlagen
Bis zur Einstellung des Kohleverkehrs verfügte der Bahnhof Peißenberg über umfangreiche Gleisanlagen. Im östlichen Bahnhofsbereich waren drei Hauptgleise vorhanden, von denen Gleis 1 am Hausbahnsteig und Gleis 2 an einem Zwischenbahnsteig lag. Westlich der beiden Bahnsteiggleise lagen das bahnsteiglose Umfahrgleis 3 und im südlichen Bahnhofsbereich das beidseitig an Gleis 3 angebundene Abstellgleis 3a. Nördlich davon befanden sich neun nach Norden an Gleis 3 angebundene Stumpfgleise, die in den Bergwerksbereich am Tiefstollen führten und als Lade- und Abstellgleise für die Kohlezüge dienten. Das südlichste Stumpfgleis (Gleis 4) schloss bis zu ihrem Abriss die alte Kohlenwäsche an und wurde später zur Zusammenstellung der Kohlezüge nach München benutzt. Vom weiter nördlich gelegenen Gleis 5 fuhren die Kohlezüge nach Augsburg ab.

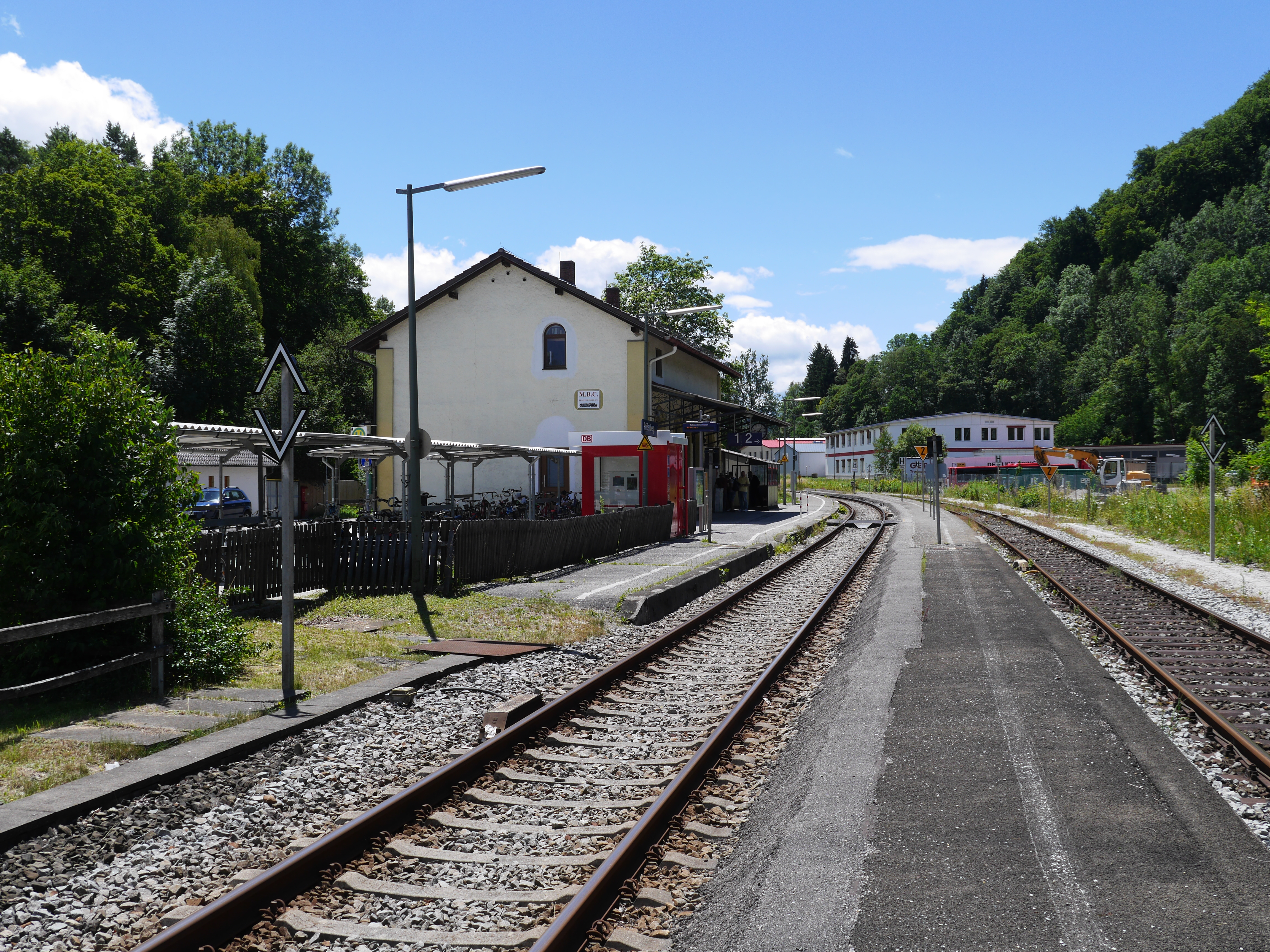
Bahnsteige 2017

Im Südkopf des Bahnhofs zweigte das Anschlussgleis zum Hauptschacht (später Zieglmeierschacht) von den Hauptgleisen des Bahnhofs ab. Südlich des Empfangsgebäudes lagen östlich der Hauptgleise zwei Ladegleise, welche die Ladestraße mit Gleiswaage und den Güterschuppen erschlossen. Die Ladegleise waren einseitig in Richtung Süden an den Gleisanschluss angebunden und daher vom restlichen Bahnhofsbereich nur über einen Fahrtrichtungswechsel im Anschlussgleis zu erreichen. Nördlich des Empfangsgebäudes war ein weiteres Ladegleis mit Laderampe vorhanden, das einseitig in Richtung Süden an Gleis 1 angeschlossen war.
Nach der Stilllegung des Bergwerks und der Einstellung des restlichen Güterverkehrs wurden die Gleisanlagen ab den 1980er Jahren schrittweise zurückgebaut. 2014 wurden die letzten Gleisreste der Kohlenladegleise und die verbliebene nördliche Weiche zu Gleis 3, das zuletzt noch als einseitig angebundenes Abstellgleis diente, entfernt. Seitdem waren nur noch das durchgehende Hauptgleis 1 am Hausbahnsteig und das Ausweichgleis 2 am Zwischenbahnsteig vorhanden. Die Bahnsteige waren beide 165 Meter lang und 18 Zentimeter hoch, der Zwischenbahnsteig war mittels eines schienengleichen Übergangs über Gleis 1 mit dem Hausbahnsteig verbunden.
Von Juli bis September 2019 errichtete die Deutsche Bahn im Zuge der ESTW-Umstellung anstelle der bisherigen Bahnsteige einen neuen 109 Meter langen und 38 Zentimeter hohen provisorischen Mittelbahnsteig zwischen den beiden Hauptgleisen. Dafür musste Gleis 2 auf einer Länge von 500 Metern nach Westen verschwenkt werden.

### Stellwerke und Signale

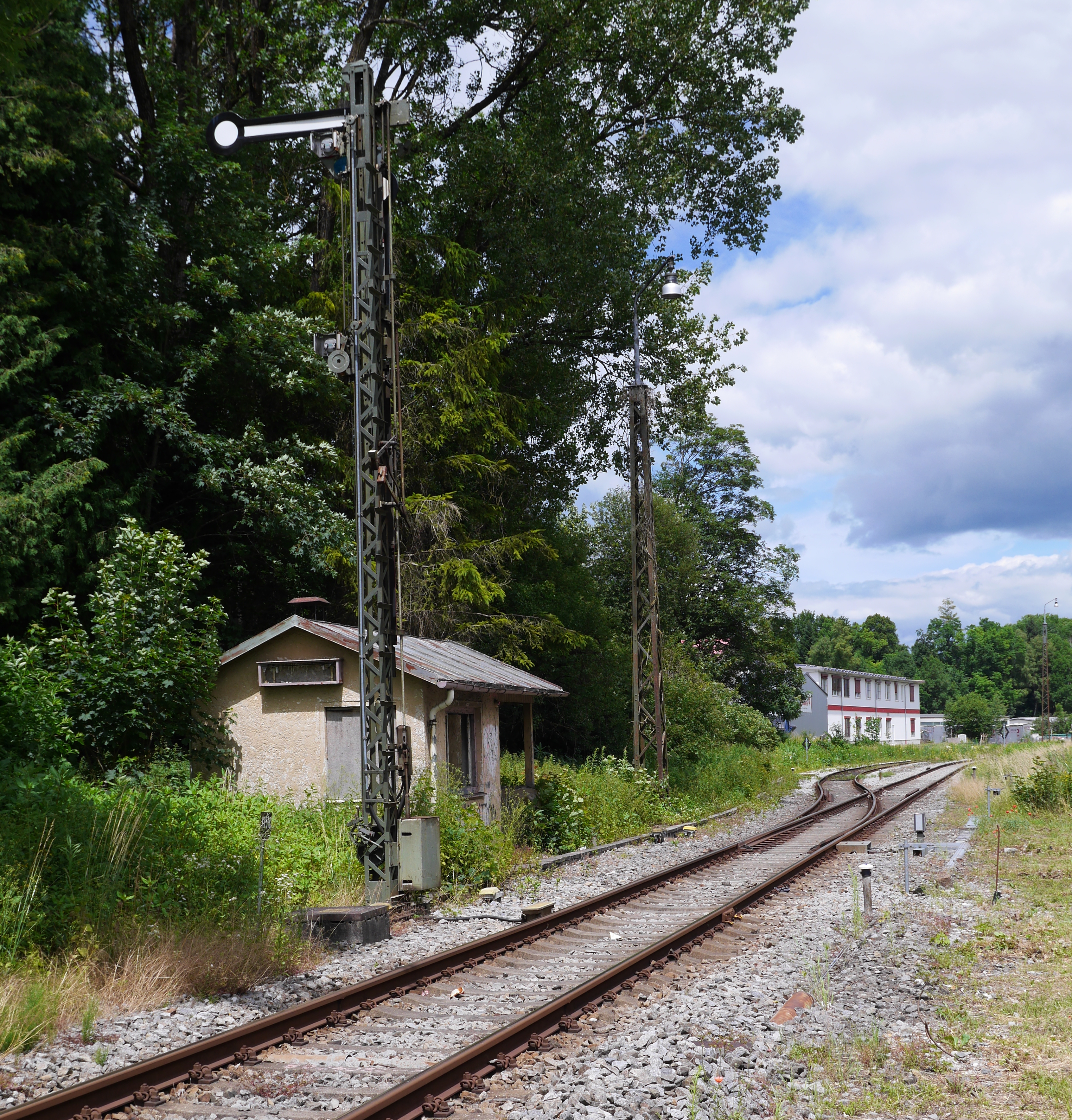
Südliches Gruppenausfahrsignal und ehemaliges Stellwerk II

Bis in die 1930er Jahre wurden die Weichen und Signale des Bahnhofs vor Ort durch Weichenwärter gestellt. Ende der 1930er Jahre nahm die Deutsche Reichsbahn drei neue mechanische Stellwerke der Einheitsbauart in Betrieb. In einem einfachen Stellwerksvorbau mit Pultdach am Empfangsgebäude wurde das Befehlsstellwerk Pf untergebracht. Für die Wärterstellwerke I und II errichtete die Deutsche Reichsbahn zwei baugleiche eingeschossige Gebäude mit Satteldach. Stellwerk I befand sich im Nordkopf des Bahnhofs auf der Westseite der Gleise, während Stellwerk II im südlichen Bahnhofsbereich ebenfalls westlich der Gleise stand.
Um 1976 vereinfachte die Deutsche Bundesbahn die Stellwerkseinrichtungen des Bahnhofs. Die beiden Wärterstellwerke im Nord- und Südkopf des Bahnhofs wurden stillgelegt und die Stellwerksanlagen zur Stellung der verbliebenen Weichen und Signale ins zentrale Befehlsstellwerk Pf im Stellwerksvorbau verlegt. Stellwerk I wurde nach der Stilllegung noch einige Jahre als Schrankenposten für den Bahnübergang Sulzer Straße genutzt. Die nicht mehr genutzten Gebäude der Wärterstellwerke sind in verfallenem Zustand erhalten.
Bis 2019 war der Bahnhof Peißenberg mit Formsignalen ausgestattet. Nord- und Südausfahrt des Bahnhofs waren jeweils durch ein Gruppenausfahrsignal gesichert. Eine gleichzeitige Einfahrt der Züge bei Zugkreuzungen war daher nicht möglich.
Am 29. Juli 2019 nahm die Deutsche Bahn das mechanische Stellwerk außer Betrieb und stellte den Bahnhof bis zum 9. September 2019 auf elektronische Stellwerkstechnik um. Am Bahnhof Peißenberg entstand ein ESTW-R, das in einem Modulgebäude am Bahnübergang Sulzer Straße untergebracht ist und von einem Bedienplatz im ESTW Weilheim gesteuert wird.
Da in Peißenberg die Zugleitstrecke aus Richtung Schongau endet, wurden am Ende des Bahnsteigs in Richtung Weilheim zwei Signalhaltmelder aufgestellt. Am Bahnsteigende in Richtung Schongau sind zwei Bedieneinrichtungen für die Schnittstelle ESTW/ZLB sowie weiter nach der Weichenspitze der schaltbare 2000-Hz-Gleismagnet, der blaue Überwachungsmelder und der Schaltkontakt für die Wirksamkeitsschaltung des Gleismagneten für den zugleitergesteuerten technisch unterstützten Zugleitbetrieb angebracht.
Das 2019 abgebaute südliche Einfahrsignal F mit dem dazugehörigen Vorsignal (Einfahrt von Schongau kommend) steht heute vor dem Empfangsgebäude auf dem Privatgrund des ansässigen Modellbahnvereins MBC Pfaffenwinkel e. V. Dieser konnte das alte Formsignal vor der Entsorgung retten.

## Verkehr

### Personenverkehr
Am 15. Mai 1879 nahmen die Königlich Bayerischen Staatseisenbahnen den planmäßigen Personenverkehr am Bahnhof Sulz auf. 1880 war der Bahnhof Endstation von täglich vier direkten Zugpaaren München–Sulz. Im Sommerfahrplan 1914 endeten werktags acht, an Sonn- und Feiertagen neun Zugpaare aus Weilheim in Peißenberg. Ab dem 11. Januar 1917 verkehrten durchgehende Personenzüge von Weilheim über Peißenberg nach Schongau. Nach der Elektrifizierung zwischen Weilheim und Schongau 1925 fand bei den durchgehenden Personenzügen ein Lokwechsel von Dampf- auf Elektrolokomotiven statt, wofür im Bahnhof Peißenberg ein Aufenthalt von bis zu 15 Minuten eingelegt werden musste. 1939 hielten in Peißenberg täglich sieben Züge von Weilheim nach Schongau und sechs Züge in der Gegenrichtung. Zwei weitere Zugpaare verkehrten nur zwischen Weilheim und Peißenberg.
Mit der Umstellung der meisten Personenzüge auf Uerdinger Schienenbusse führte die Deutsche Bundesbahn ab den 1950er Jahren keine Lokwechsel mehr in Peißenberg durch. Im Sommerfahrplan 1971 hielten in Peißenberg an Werktagen sieben Zugpaare zwischen Weilheim und Schongau, von denen eines über die Bahnstrecke Kaufbeuren–Schongau bis nach Kaufbeuren durchgebunden wurde, und ein Zugpaar von Weilheim nach Peißenberg. Von 1962 bis 1982 ging die Zahl der am Bahnhof Peißenberg verkauften Fahrkarten von 75.000 auf 33.600 pro Jahr zurück. 1985 stellte die DB den Personenverkehr an Wochenenden vollständig ein. Mit der Einführung des Werdenfels-Taktes hielten Regionalzüge der Deutschen Bahn zwischen Weilheim und Schongau ab 1994 wieder täglich und im Stundentakt im Bahnhof Peißenberg.

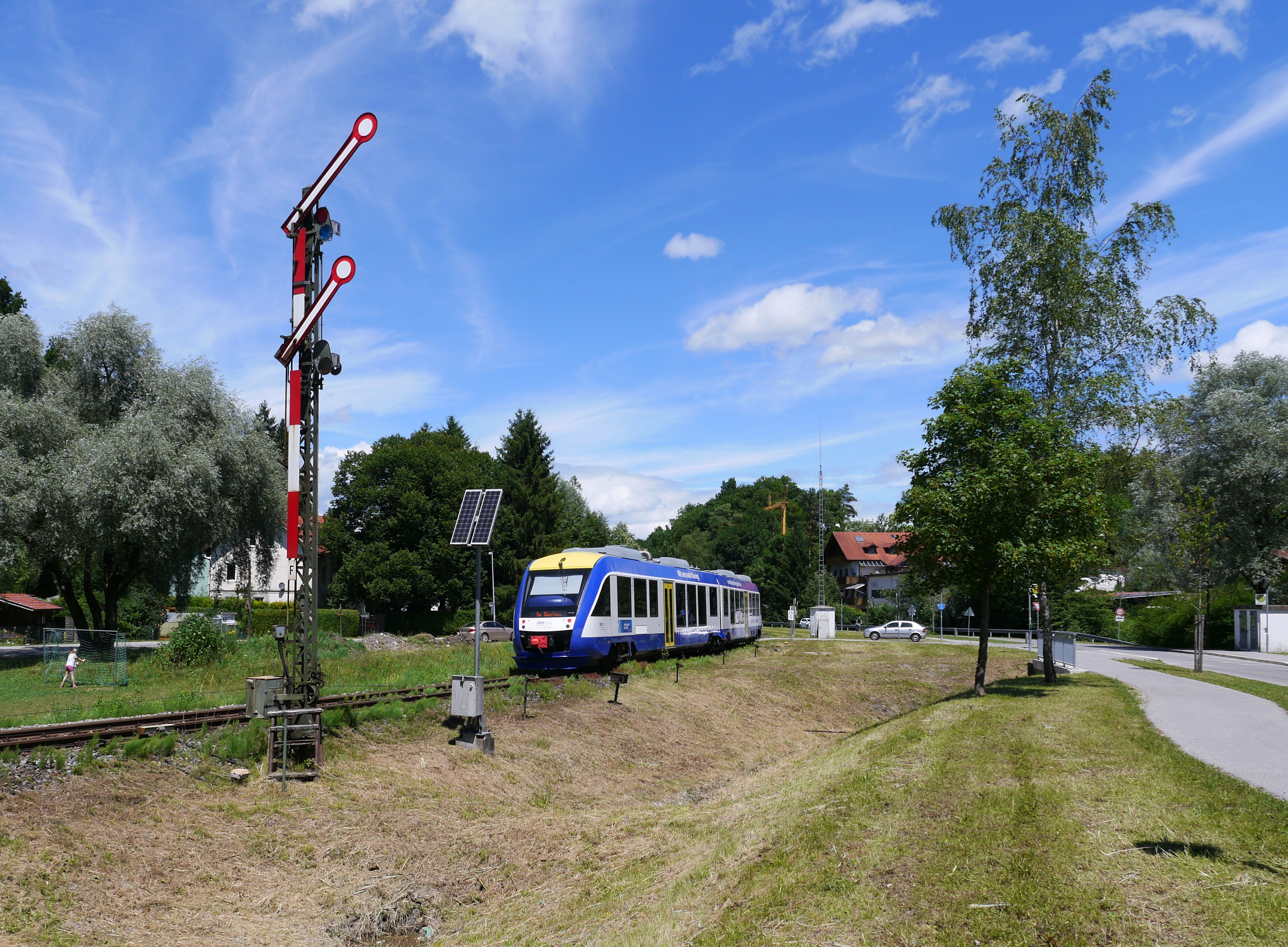
LINT 41 der BRB am südlichen Einfahrsignal

Seit Dezember 2008 halten in Peißenberg im Stundentakt Züge der Bayerischen Regiobahn (BRB), die von Augsburg-Oberhausen über die Ammerseebahn und den Bahnhof Weilheim bis nach Schongau verkehren. Im Bahnhof Peißenberg finden dabei die stündlichen Zugkreuzungen statt. In der nachmittäglichen Hauptverkehrszeit enden zusätzliche Verstärkerzüge aus Geltendorf im Bahnhof Peißenberg, die auf diesem Abschnitt einen Halbstundentakt herstellen.
Der Bahnhof Peißenberg liegt an der Kursbuchstrecke 962 Weilheim–Peißenberg–Schongau der Deutschen Bahn.

### Güterverkehr
Am 1. August 1875 wurde der Güterverkehr am Werksbahnhof Sulz aufgenommen, der zunächst ausschließlich für das Bergwerk diente. Ab dem 16. September 1875 wurden in Sulz regelmäßig Züge mit der im Bergwerk abgebauten Pechkohle beladen. Zudem kamen Güterzüge mit Grubenholz und anderen Materialien für das Bergwerk in Sulz an. Ab 1879 nutzten die Bayerischen Staatsbahnen den Bahnhof auch für den Ortsgüterverkehr, es wurden vor allem landwirtschaftliche Produkte und Holz verladen. Nach der Fertigstellung der Kohlenwäsche am Tiefstollen im Oktober 1907 konnten die Güterwagen fortan direkt innerhalb dieser Anlage mit Pechkohle beladen werden. Die schweren Kohlenzüge verkehrten von Peißenberg vor allem über die Bahnstrecke München–Garmisch-Partenkirchen nach München und über die Ammerseebahn nach Augsburg. Ab 1915 wurde vom Bahnhof Peißenberg aus zusätzlich der Gleisanschluss zum Hauptschacht bedient, über den Grubenholz und Maschinen angeliefert und die geförderte Kohle abtransportiert wurde.
In den Jahren nach dem Ersten Weltkrieg stieg der Kohleverkehr in Peißenberg stark an, 1929 wurden jährlich 580.000 Tonnen Kohle abtransportiert. Mit der Elektrifizierung bespannte die Deutsche Reichsbahn die Kohlezüge zwischen Peißenberg und Weilheim ab 1925 mit Elektrolokomotiven. Da der Gleisanschluss nicht elektrifiziert wurde, wurden die Rangierfahrten zwischen dem Bahnhof Peißenberg und dem Bergwerksgelände jedoch weiterhin mit Dampflokomotiven durchgeführt. Nach der Errichtung der neuen Kohlewäsche am Hauptschacht bis 1928 wurde die gesamte Kohleverladung vom Bahnhof in die neue Anlage verlegt, im Bahnhof Peißenberg wurden nur noch die Kohlezüge zusammengestellt. Ab den 1950er Jahren kamen zwischen Bahnhof und Hauptschacht Diesellokomotiven zum Einsatz.
1962 schlug die Deutsche Bundesbahn am Bahnhof Peißenberg etwa 1300 Tonnen Stückgut um. Im örtlichen Güterverkehr kamen 500 beladene Wagen in Peißenberg an. Im Bergwerksverkehr wurden 1962 444.512 Tonnen Kohle in 17.509 Güterwagen verladen. 1970 stellte die Deutsche Bundesbahn die Stückgutverladung am Bahnhof Peißenberg ein. Mit der Stilllegung des Bergwerks Peißenberg endete 1971 der Kohleverkehr. Zuletzt schlug die DB täglich im Durchschnitt 200 Wagen in Peißenberg um und stellte sieben bis acht Kohlezüge zusammen. Der Gleisanschluss zum Hauptschacht wurde durch das auf dem Bergwerksgelände gelegene Kraftwerk Peißenberg weitergenutzt, zu dem Güterzüge mit Schweröl verkehrten. 1982 wurden in Peißenberg noch jährlich 350 Güterwagen umgeschlagen. In den 1980er Jahren stellte die Deutsche Bundesbahn den Ortsgüterverkehr in Peißenberg vollständig ein. Es verblieben die Güterzüge zum Kraftwerk, die ab 1991 leichtes Heizöl transportierten. 2000 wurde das Kraftwerk stillgelegt und die Bedienung des Gleisanschlusses damit beendet. Seitdem findet in Peißenberg kein Güterverkehr mehr statt.